# رقص دو چاپی بلوچی
رقص دو چاپی (بلوچی:چاپ یا  دوچاپی) یک رقص فولکلور مردم بلوچ است. رقص دو چاپی به صورت دایره ای با دست زدن موزون اجرا می‌شود. معمولاً تعدادشان متغیر است و ۲ نفر دهلی (طبل‌زن) به همراه یک نفر نوازنده سرنا آنان را همراهی می‌کنند.

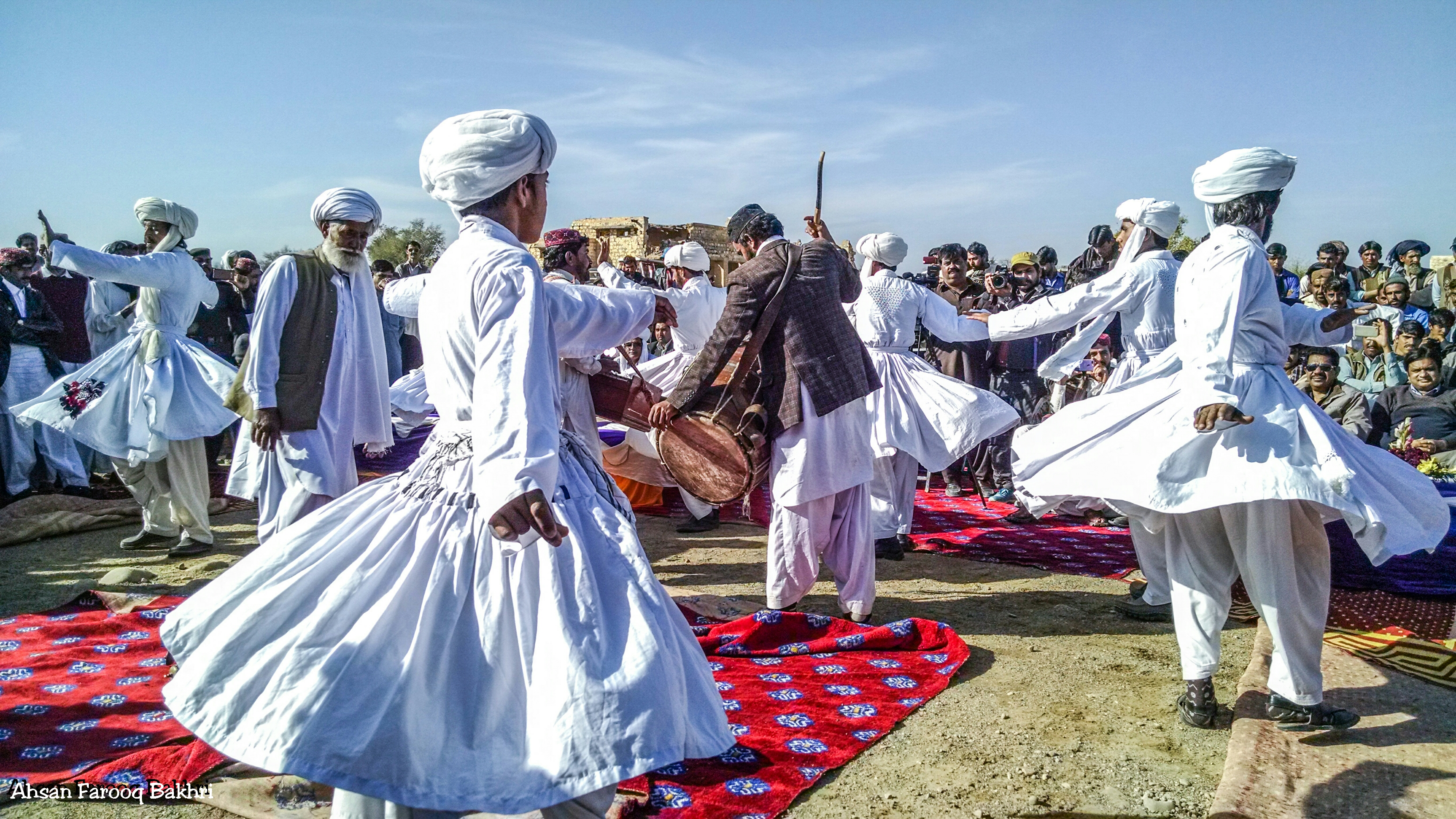
رقص بلوچی

چاپ کلمه‌ای بلوچی به معنای دست زدن و به رقص در بلوچی ناچ می‌گویند. دوچاپی انواع موسیقی بلوچی و حرکات موزون آیینی سنتی است که از گذشته‌های دور در مناسبت‌ها به‌ویژه جشن‌های شادی‌رواج است.

## نحوه اجرا
دو چاپی یک رقص بلوچی است که بیشتر با تشکیل حلقه توسط گروهی از مردم، به همراه رقص و کف زدن اجرا می‌شود.

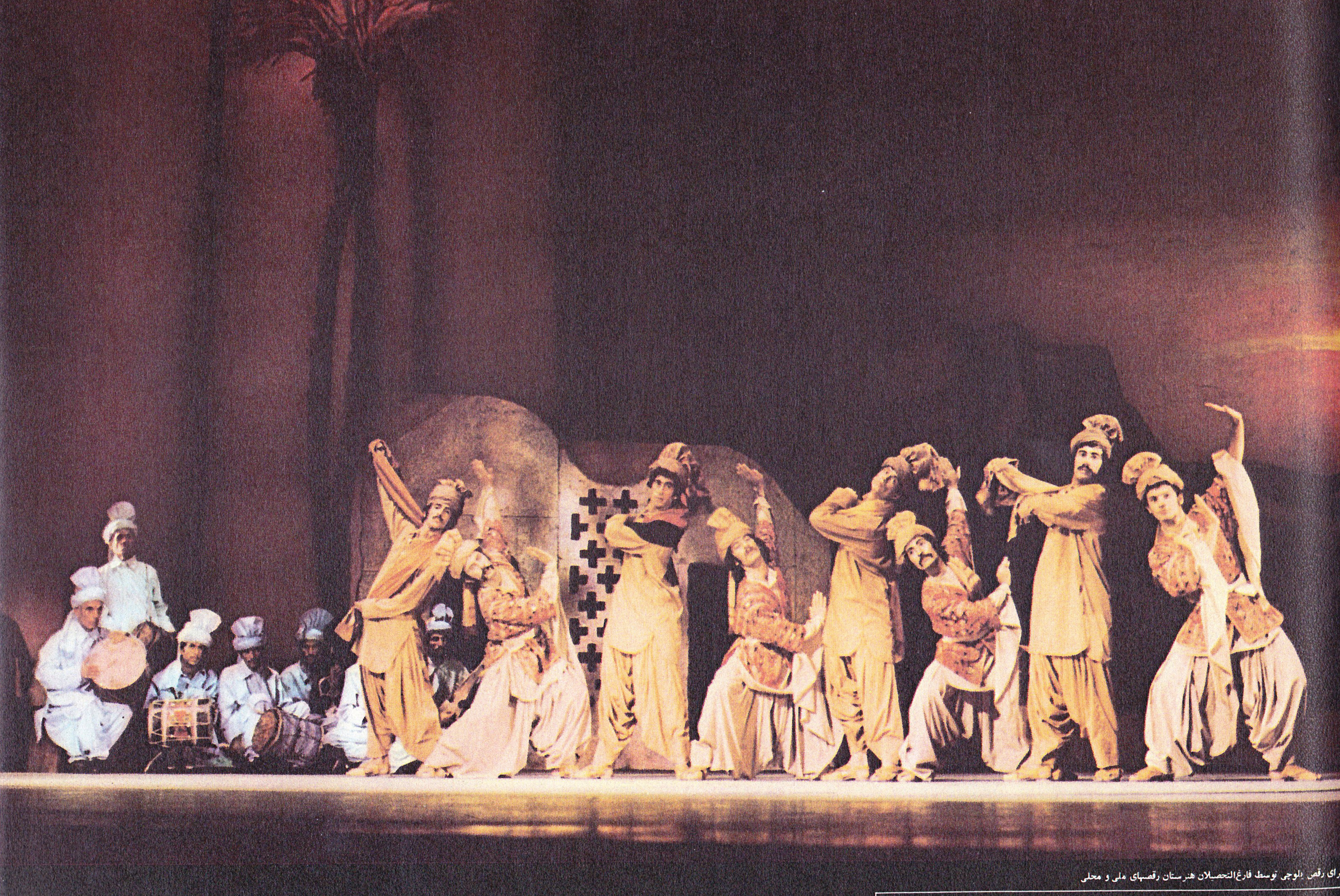
رقص بلوچی توسط فارغ‌التحصیلان آکادمی رقص فولکلور، تهران، ایران

دو چاپی تقریباً همیشه شامل سورنا و دهل می‌شود.
اجرای این برنامه شاد سنتی که در مناطق شرقی و بلوچستان رواج دارد همواره مورد استقبال عامه مردم بومی و غیر بومی می‌شود به طوری هنگام اجرای این موسیقی سنتی در شبهای فرهنگی یا هفته فرهنگی استان در تهران توجه شمار زیادی از مردم را به خود جلب کرده و در چندین نوبت خواستار اجرای مجدد آن شده‌اند.
رقص زنان با مردان کمی متفاوت است، در حین رقص دو قدم عقب می‌روند و در حین دست زدن، گام‌های خود را با حرکتی خفیف به صورت دایره ای تکرار می‌کنند.
هر رقص شامل سبک منحصر به فرد دست زدن با حرکات بدن مختلف در دایره است. رقص‌های بلوچی توسط زنان و مردان معمولا با لباس بلوچی به‌طور مجزا در دایره‌ای بزرگ اجرا می‌شود و در کنار هم با کف زدن می‌رقصند. انواع مختلف «چاپ» شامل دو چاپی، بلوچی لوا، هامبو و لاتی است.
دوچاپی اغلب زمانی اجرا می‌شود که بسیاری از آلات موسیقی منحصر به فرد فرهنگ بلوچی مانند نار سور، سروز، نعل و تابورا نواخته می‌شود.
این رقص را یک نفر نمی‌تواند اجرا کند، حداقل بیش از دو نفر می‌توانند آن را اجرا کنند.
با حرکات هماهنگ بین سرنا و طبل‌های کوچک و بزرگ حرکات منظم کف زدن و چرخش توسط گروه آغاز می‌شود و این حرکات آن‌قدر منظم می‌شود تا دو به دو رو به روی هم قرار گیرند و دست‌ها را برهم می‌زنند.